# Brigitte Klinkert
Brigitte Klinkert, née le 22 juillet 1956 à Colmar (Haut-Rhin), est une femme politique française.
Centriste alsacienne membre de l’UDF puis de l'UMP, elle a rejoint Renaissance après son entrée au gouvernement. Elle est présidente du conseil départemental du Haut-Rhin du 1er septembre 2017 au 29 juillet 2020, et ministre déléguée à l’Insertion auprès de la ministre du Travail, de l'Emploi et de l'Insertion entre le 6 juillet 2020 et le 20 mai 2022. Elle est élue députée lors des élections législatives de 2022 puis réélue lors des élections législatives anticipées de 2024.

## Vie privée et scolarité

### Famille
Brigitte Klinkert, épouse Angst, est la petite-fille de Joseph Rey (1899-1990), résistant, ancien maire de Colmar (1947-1977), député et conseiller général du Haut-Rhin. 
Elle est la fille de Gérard Klinkert, journaliste au Nouveau Rhin français puis à L'Alsace et de Monique, femme au foyer. 
Elle a deux frères, Jean (né en 1952) et Antoine (né en 1963), radiologue à Thann.

### Études
Elle poursuit ses études secondaires au collège épiscopal Saint-André, un établissement catholique privé sous contrat d’association. Elle obtient un DEUG en droit (1976) puis suit des cours à l'Institut régional d'administration de Metz (1977-1978). BFM TV mentionne en outre qu’elle est titulaire dans les années 1990 d’un diplôme « d'initiation théologique et de formation pastorale de base ».

## Parcours politique

### Conseillère municipale et adjointe au maire de Colmar
Brigitte Klinkert est conseillère municipale de Colmar de 1983 à 2020. Entre 1989 et 1995, elle est adjointe au maire chargée de la culture et de l’information puis de la culture et de l’enseignement supérieur (1995-2001) et de la culture et Présidente du comité des jumelages (2001-2008).
En 2008, elle présente une liste dissidente contre le maire sortant Gilbert Meyer. Sa liste obtient 13,75 % des voix et arrive 3e. Sa liste fusionne avec celle de Roland Wagner. Elle est alors conseillère municipale d'opposition. Elle se représente en 2014 en tandem avec l'entrepreneur Bertrand Burger. Elle ne se représente pas lors des élections de 2020.

### Conseillère générale et présidente du conseil départemental du Haut-Rhin
En 1994, à 37 ans, elle devient la première femme conseillère générale du département . Elle est élue dans le canton de Colmar-Nord. Elle est, entre 1998 et 2001, vice-présidente du conseil, déléguée aux affaires culturelles et au patrimoine. À partir de 2001, elle est la 2e vice-présidente du conseil. Elle est réélue en 2001, puis à nouveau en 2008 (avec Loïc Jaegert comme suppléant).
En 2015, Brigitte Klinkert est élue conseillère départementale dans le canton de Colmar-2 avec Éric Straumann (UMP), qui deviendra président du conseil. Ce dernier est contraint de démissionner à cause de la loi de non-cumul de mandats. Rémy With assure alors l'intérim jusqu’à l'élection de Brigitte Klinkert le 1er septembre 2017 par 33 voix sur 34 avec un bulletin blanc. Elle devient ainsi la première femme présidente du conseil départemental du Haut-Rhin qu’elle préside de 2017 à 2020. Au cours de son mandat, elle instaure un dispositif imposant, puis incitant les bénéficiaires du RSA à effectuer sept heures de travail bénévole par semaine pour des associations, collectivités locales, maisons de retraite, ou établissements publics pour percevoir leurs allocations.

### Rôle dans la création de la Collectivité européenne d'Alsace
Élue présidente du Conseil départemental du Haut-Rhin, elle déclare que la renaissance institutionnelle de l'Alsace est une priorité politique. Avec Frédéric Bierry, président du Conseil départemental du Bas-Rhin, elle est reçue à l'Élysée dans les deux premières semaines de son mandat et entame une série de rencontres auprès des ministres et des parlementaires pour étudier la création d'une collectivité alsacienne.
Brigitte Klinkert et Frédéric Bierry sont reçus par le Premier ministre en décembre 2017 et une mission est confiée au Préfet du Bas-Rhin et du Grand Est Jean-Luc Marx. Ce rapport est remis à Matignon en juin 2018.
Le 29 octobre 2018, Brigitte Klinkert, Frédéric Bierry, Jean Rottner, Jacqueline Gourault et Edouard Philippe signent les accords de Matignon, entérinant la création de la Collectivité européenne d'Alsace en 2021. Conformément au souhait des deux présidents de conseil départemental, la déclaration acte le fait que la nouvelle collectivité obtiendra compétences supplémentaires et particulières.
Le projet de loi relatif aux compétences de la Collectivité européenne d'Alsace est déposé le 27 février 2019 au Sénat et adopté le 26 juin 2019 par l'Assemblée Nationale.
Le 1er janvier 2021, à l'initiative de Brigitte Klinkert et de son homologue bas-rhinois Frédéric Bierry, la Collectivité européenne d'Alsace naît. Frédéric Bierry en devient le président et Brigitte Klinkert, devenue ministre, reste conseillère d'Alsace et siège au comité de coopération transfrontalière.

### Ministre déléguée à l'Insertion sous la présidence Macron
Brigitte Klinkert est nommée ministre déléguée chargée de l'Insertion auprès de la ministre du Travail, de l'Emploi et de l'Insertion le 6 juillet 2020, dans le gouvernement de Jean Castex.
Suppléante du député Éric Straumann elle le remplace après le départ de celui-ci de l'Assemblée nationale le 29 juillet 2020 avant de démissionner le même jour pour rester au Gouvernement.
Au gouvernement, elle met en œuvre le dispositif « 1 jeune 1 solution ». Elle est aussi chargée du déploiement du nouveau service public de l'insertion pour aider les allocataires à retrouver un emploi.

### Élections régionales de 2021
Elle est choisie comme tête de liste de la majorité présidentielle pour les élections régionales de 2021 dans le Grand Est. Sa liste arrive en quatrième position au second tour, obtenant 15 sièges, quand LR en obtient 94, le RN 33 et les écologistes 27.

### Députée de laXVIepuis de laXVIIelégislature
Elle est candidate aux élections législatives de 2022 dans la première circonscription du Haut-Rhin avec l'investiture de la coalition Ensemble (LREM). Qualifiée pour le second tour avec 34,58 % des suffrages exprimés, elle l'emporte d'une courte tête avec 50,21 % des voix face au député Les Républicains sortant, Yves Hemedinger. Elle rejoint la commission des Affaires étrangères et la commission des Affaires européennes. Elle est ensuite élue par ses collègues à la co-présidence du bureau de l'Assemblée parlementaire franco-allemande le 7 novembre 2022 aux côtés du député allemand Nils Schmid,.
En février 2024, après l'entrée au gouvernement de Marie Guévenoux, elle est élue questeure de l'Assemblée nationale et intègre le Bureau de l'Assemblée nationale.
Lors des élections législatives de 2024, elle est qualifiée au 2nd tour face au candidat du RN et l'emporte avec 58,14% des voix. Réélue à l'Assemblée nationale, les députés la réélisent questeure dès le premier tour de scrutin.
Sous la XVIIe législature, elle travaille notamment sur le budget de l'immigration,, elle fait également adopter une loi sur l'apprentissage transfrontalier avec l'Allemagne[source insuffisante] et rédige un rapport parlementaire sur les zones transfrontalières,[source insuffisante].

## Synthèse des résultats électoraux

### Élections législatives
| Année | Parti | Parti | Circonscription  | 1er tour | 1er tour | 1er tour | 2d tour | 2d tour | 2d tour | Issue |
| Année | Parti | Parti | Circonscription  | Voix     | %        | Rang     | Voix    | %       | Rang    | Issue |
| ----- | ----- | ----- | ---------------- | -------- | -------- | -------- | ------- | ------- | ------- | ----- |
| 2022  |       | LREM  | 1re du Haut-Rhin | 11 791   | 34,58    | 1re      | 14 141  | 50,21   | 1re     | Élue  |
| 2024  |       | RE    | 1re du Haut-Rhin | 14 945   | 30,40    | 2e       | 28 349  | 58,14   | 1re     | Élue  |

### Élections régionales
Les résultats ci-dessous concernent uniquement les élections où elle est tête de liste.
| Année | Liste | Liste               | Région    | 1er tour | 1er tour | 2d tour | 2d tour | Sièges obtenus |
| Année | Liste | Liste               | Région    | Voix     | %        | Voix    | %       | Sièges obtenus |
| ----- | ----- | ------------------- | --------- | -------- | -------- | ------- | ------- | -------------- |
| 2021  |       | LREM-MoDem-TdP-Agir | Grand Est | 116 120  | 10,77    | 134 414 | 12,17   | 15 / 169       |

### Élections cantonales et départementales
| Année | Parti    | Parti | Canton         | Colistier | 1er tour | 1er tour | 2d tour | 2d tour | Issue |
| Année | Parti    | Parti | Canton         | Colistier | Voix     | %        | Voix    | %       | Issue |
| ----- | -------- | ----- | -------------- | --------- | -------- | -------- | ------- | ------- | ----- |
| 1994  |          | UDF   | Colmar-Nord    | –         | 1 501    | 21,84    | 2 908   | 54,09   | Élue  |
| 2001  | 3 469    | UDF   | Colmar-Nord    | –         | 48,61    | 3 332    | 68,77   |         | Élue  |
| 2008  |          | DVD   | Colmar-Nord    | –         | 3 257    | 43,77    | 4 207   | 61,01   | Élue  |
| 2015  | Colmar-2 | DVD   | Éric Straumann | 9 306     | 52,54    | 12 178   | 71,45   |         | Élue  |
| 2021  | Colmar-2 |       | Éric Straumann | DVC       | 7 454    | 63,65    | 8 704   | 74,99   | Élue  |

### Élections municipales
Les résultats ci-dessous concernent uniquement les élections où elle est tête de liste.
| Année | Parti | Parti           | Commune | 1er tour | 1er tour | 2d tour                                     | 2d tour                                     | Issue        |
| Année | Parti | Parti           | Commune | Voix     | %        | Voix                                        | %                                           | Issue        |
| ----- | ----- | --------------- | ------- | -------- | -------- | ------------------------------------------- | ------------------------------------------- | ------------ |
| 2008  |       | DVD (diss. UMP) | Colmar  | 3 205    | 13,75    | Fusion avec la liste de Roland Wagner (DVD) | Fusion avec la liste de Roland Wagner (DVD) | Liste battue |

## Distinctions
- Officier de la Légion d'honneur (2019) ; chevalier (2009)
- Officier de l'ordre national du Mérite (2014)
- Chevalier de l'ordre des Arts et des Lettres (2011)
- Croix de commandeur de l'ordre du Mérite (Allemagne) (2021)